# Kaffeepause

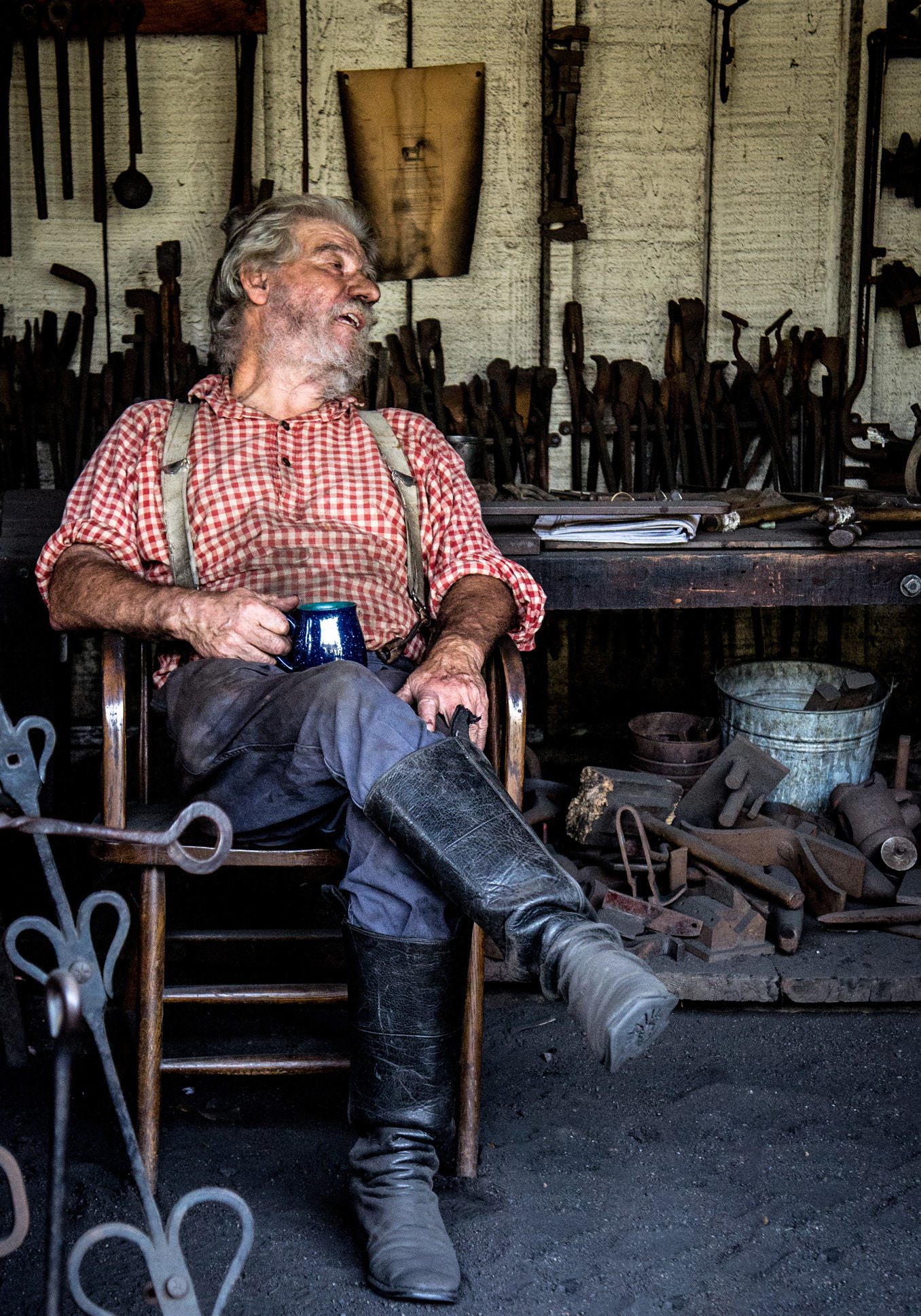
Ein Schmied bei seiner Kaffeepause

Als Kaffeepause bezeichnet man die Unterbrechung einer Tätigkeit, um einen Kaffee zu sich zu nehmen. Es kann sich dabei um eine Arbeitspause handeln; Kaffeepausen werden aber auch bei Konferenzen oder während der Verrichtung privater Tätigkeiten eingelegt. Gerade im deutschen Raum wird sie als Inbegriff der kleinen Pause angesehen. Bisweilen wird als Alternative Tee angeboten oder zusätzlich kleineres Gebäck wie Teegebäck gereicht. Die Kaffeepause kann auch in Form einer Zwischenmahlzeit erweitert sein.
Der Duden fasst die wörtliche Definition der Kaffeepause noch weiter und umschreibt sie als „kürzere Pause besonders zum Kaffeetrinken“, während der etwa auch Besorgungen erledigt werden können.
Form, Uhrzeit und Ausprägung richten sich nach dem jeweiligen Umfeld und Kulturkreis: So existiert im englischen Sprachraum der Begriff Elevenses für eine Pause gegen 11 Uhr. Die schwedische Fika kann im Prinzip zu einem beliebigen Zeitpunkt stattfinden. In der italienischen Unternehmenskultur kann sie dem Arbeitstag eine zeitliche Struktur verleihen, etwa durch drei Kaffeepausen: zu Beginn der Arbeit, nach dem Mittagessen und kurz vor Dienstschluss.

## Geschichte

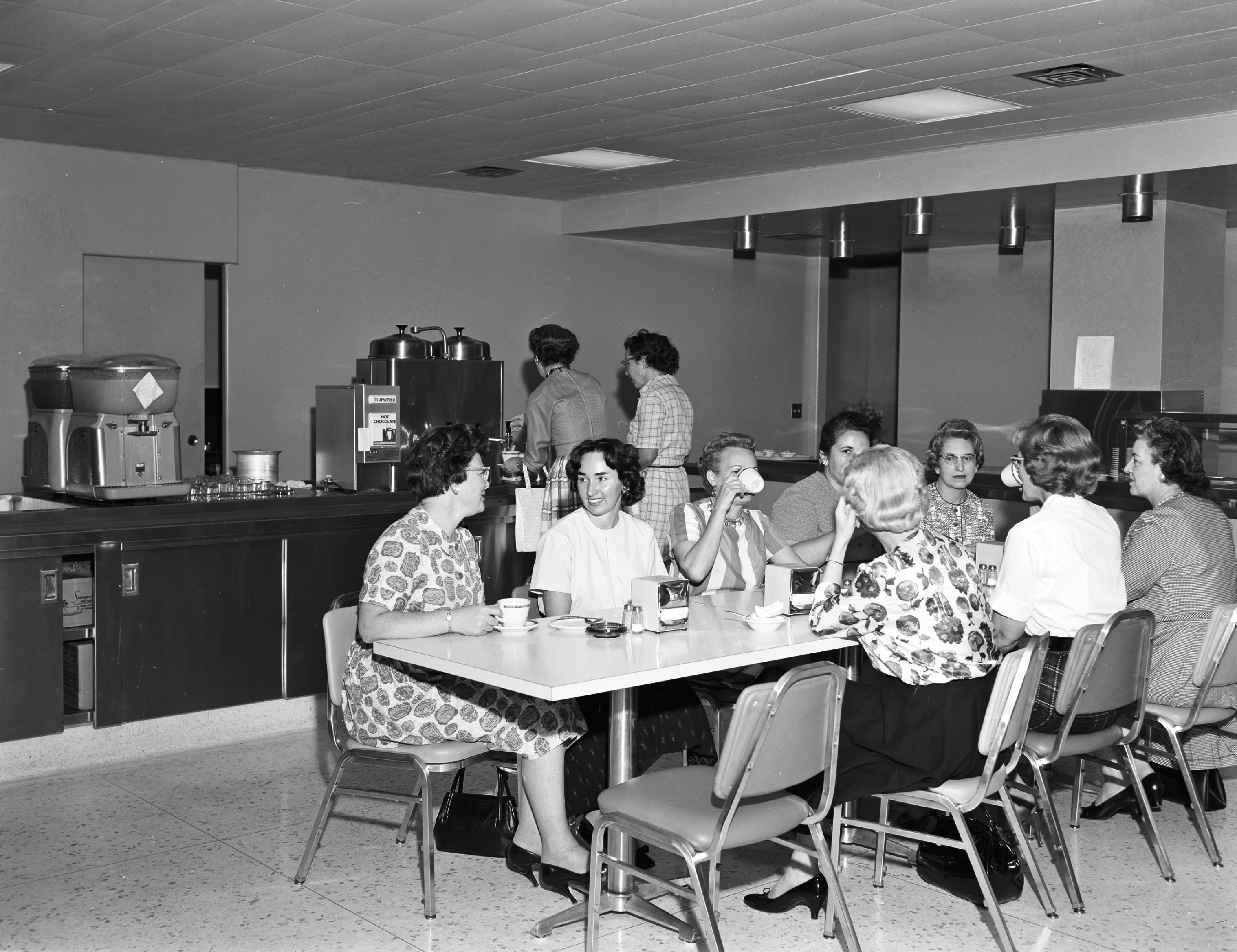
Kaffeepause in Seattle, 1960er Jahre

Die Geschichte der Kaffeepause ist zunächst mit der Kulturgeschichte des Kaffeegenusses allgemein verknüpft. Eine „erste Kaffeepause“ zu ermitteln dürfte allein schon aus Definitionsgründen unmöglich sein: Je nach Betrachtungsweise ist jeder Kaffeegenuss, sofern er nicht nebenher geschieht, eine Unterbrechung der alltäglichen Routine und somit eine Pause. Zumindest für die westliche Welt ist bekannt, dass Kaffee als teures Luxusgut noch im 18. Jahrhundert vorwiegend dem Adel bzw. der wohlhabenden Bevölkerung vorbehalten war und erst allmählich auch von ärmeren Bevölkerungsschichten konsumiert wurde, die bis dahin auf Kaffeesurrogate wie Zichorienwurzeln oder geröstetes Getreide zurückgegriffen hatten.
Dennoch lohnt die Frage, in welcher Zeit die Kaffeepause als Arbeitsunterbrechung geduldet bzw. üblich wurde. Die Stadt Stoughton in Wisconsin beansprucht für sich, Entstehungsort der Kaffeepause gewesen zu sein. Der Erzählung nach begannen die ortsansässigen Tabaklager um 1880, norwegische Hausfrauen anzuwerben, die allerdings regelmäßige Pausen forderten, um nach Hause zu gehen und dort häuslichen Arbeiten nachgehen zu können. Währenddessen konnten sie auch einen Kaffee trinken. Dies sieht die Stadt als Entstehung der Kaffeepause an, die dort jährlich mit einem Coffee Break Festival gefeiert wird.
Anfang des 20. Jahrhunderts begannen die Arbeitgeber in den Vereinigten Staaten im Rahmen sozialer Reformen damit, ihren Arbeitnehmern Speiseräume zur Verfügung zu stellen, wo eine kurzzeitige Erholung von den meist mühseligen Tätigkeiten möglich war. In diesem Rahmen konnte sich auch der Kaffee als Pausengetränk immer stärker durchsetzen. Nicht immer wurde in den erlaubten Pausen Kaffee zur Verfügung gestellt, und mancherorts wurde zwar Kaffee gratis bereitgestellt, allerdings wurden für dessen Genuss keine Pausen gewährt. Ab den 1920er Jahren wurde Kaffee in den USA als effektivitätssteigerndes Mittel, durch das enthaltene Coffein, beworben, von einem etablierten Ritual kann aber erst in der Nachkriegszeit die Rede sein, als Arbeiter die neue Gewohnheit, während der Pausen im Zweiten Weltkrieg einen Kaffee zu trinken, nicht einfach ablegen wollten. Die anregende Wirkung wurde immer öfter anerkannt und die Kaffeepause begann ab den 1950er Jahren zu einem festen Bestandteil des Arbeitsalltags zu werden. Zur Festigung des Begriffs „coffee break“ trug eine Werbekampagne des Pan-American Coffee Bureau von 1952 bei, der ein Budget von 2 Millionen US-Dollar zugrunde lag. Einer Umfrage zufolge hatten 80 Prozent der befragten Firmen in oder bis zu diesem Jahr eine Kaffeepause eingeführt.

## Unternehmenskultur
Kaffeepausen können ein tragendes Element der Arbeits- und Unternehmenskultur sein: In einer Fallstudie beschreiben Barmeyer und Würfl die Kaffeepausen in italienischen Unternehmen als spontanes, zeitlich rahmenloses und zwangloses Zusammentreffen verschiedenster Mitarbeiter im Unternehmen. Entscheidend ist hier insbesondere der impulsive Antrieb der Mitarbeiter sowie die Tatsache, dass sich bei den Zusammentreffen unterschiedliche Personenkonstellationen ergeben. Während dieser Gespräche können Erfahrungen ausgetauscht, Hierarchien abgebaut und soziale Netzwerke geknüpft werden. Die Kaffeepause nimmt daher eine bedeutende Rolle im Wissenstransfer innerhalb des Unternehmens ein. Der informelle Rahmen der Treffen fördert kreative Problemlösungen.
Auch in schwedischen Unternehmen ist die Fika weitverbreitet, wo sie mehrmals täglich stattfindet. Auch hier können neben privaten auch Arbeitsthemen beredet werden, die Treffen dienen zudem dem Austausch von Wissen und dem Beseitigen von Missverständnissen. In einer 2010 durchgeführten Umfrage gaben 60 Prozent der Befragten an, dass die Fika ihrer Ansicht nach ihre Produktivität steigere. Edward Blom konstatiert gar, dass die Kaffeepause „die Basis für die typisch schwedische, eher demokratische Unternehmenskultur“ sei.
Auch bei Unternehmen, deren Mitarbeiter überwiegend im Homeoffice arbeiten, sind digitale Kaffeepausen möglich: Beispielsweise können Teilnehmer innerhalb eines Unternehmens per Zufallsprinzip miteinander verbunden werden.

## Konferenzen und Events

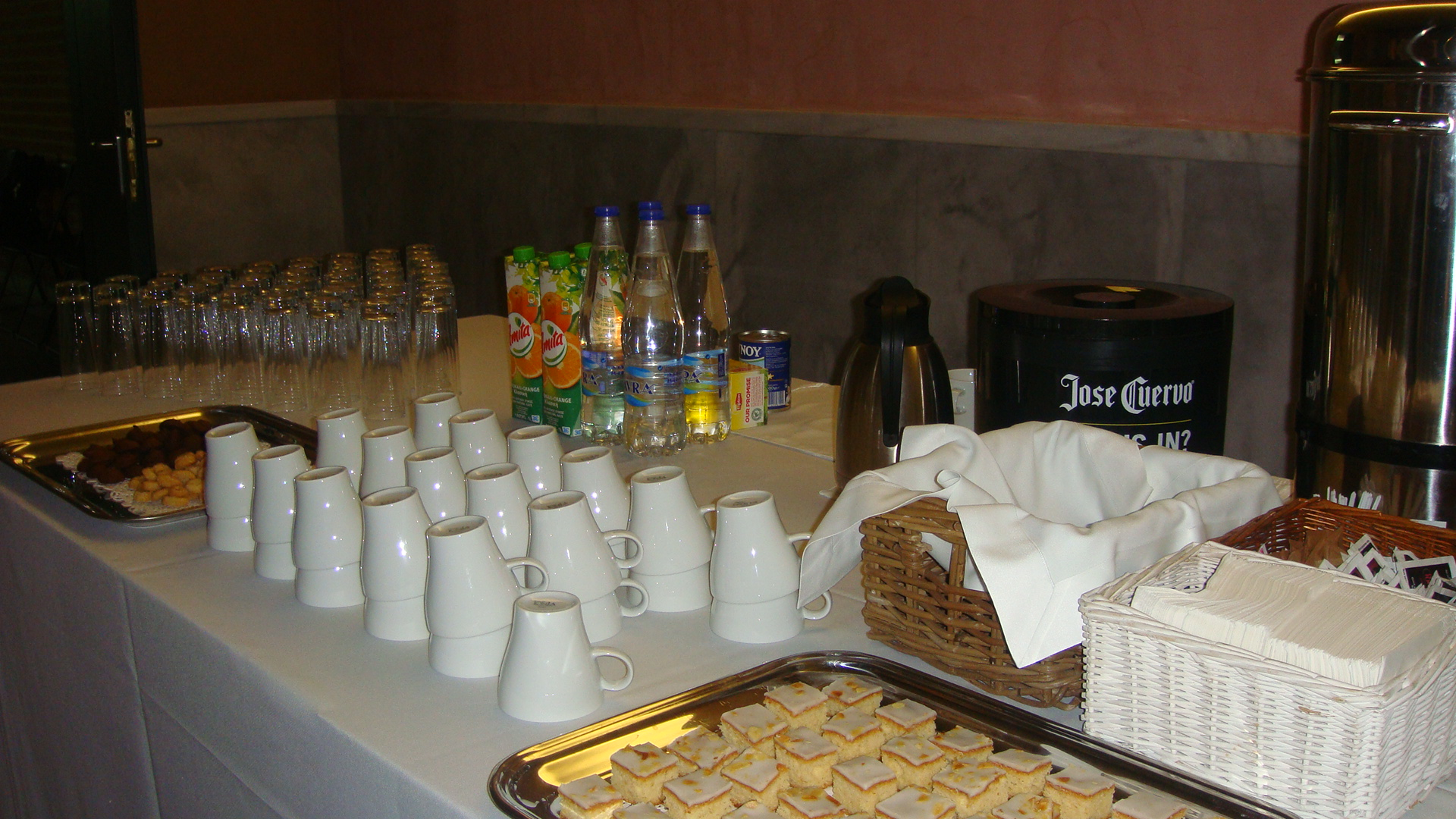
Ein Buffet mit Getränken und Gebäck zur Kaffeepause

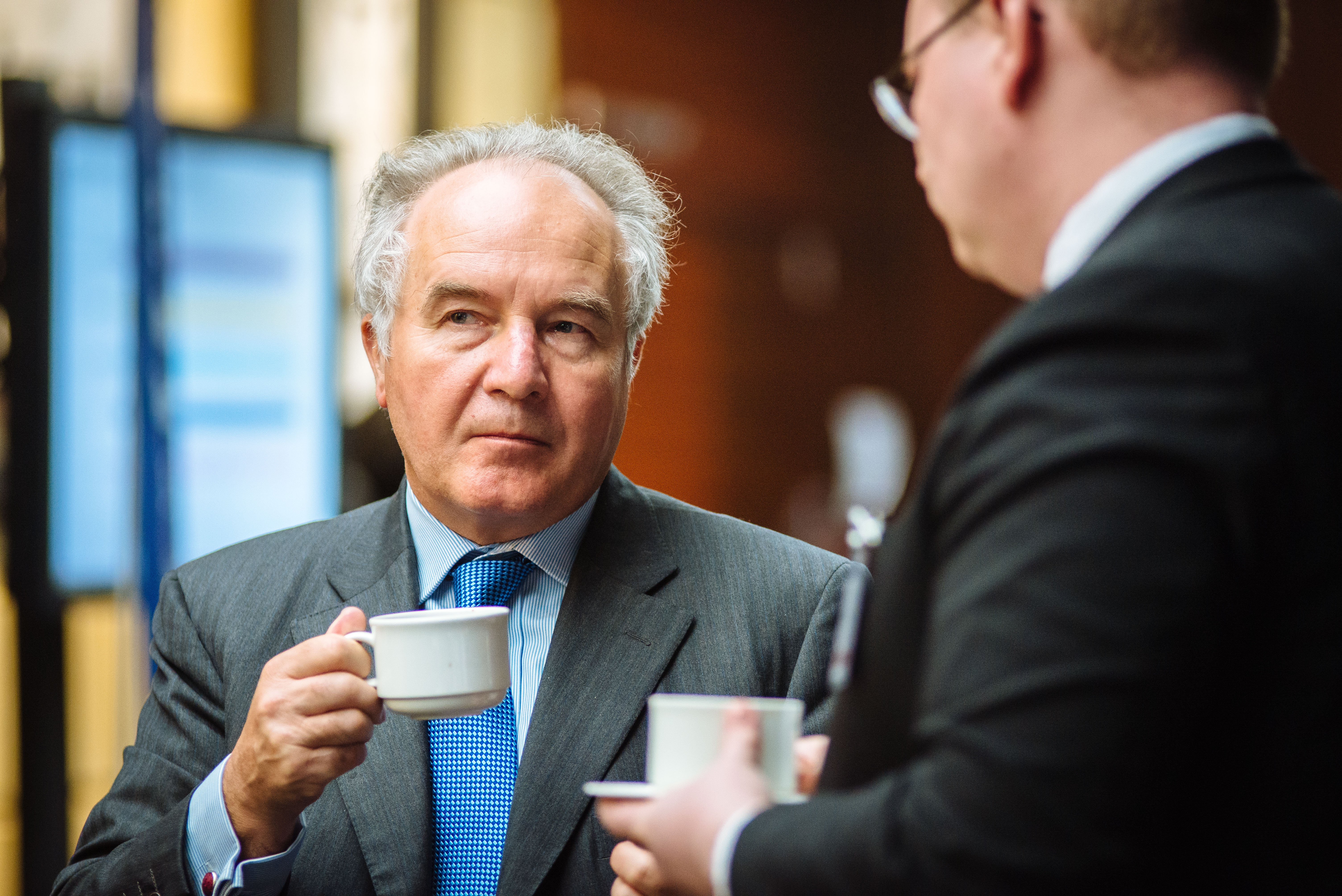
Delegierte bei einer Kaffeepause, Barcelona 2015

Auf Konferenzen und Meetings sind Kaffeepausen zum Standard geworden: Üblich ist die Bereitstellung von Heißgetränken und Geschirr zu einem bestimmten Zeitpunkt vor dem Konferenzraum, bei kleineren Veranstaltungen kann auch ein Servierwagen zum Einsatz kommen. Zugleich dient die Kaffeepause den Teilnehmenden zur Erfrischung, als Raucherpause etc.
Anhand einer Umfrage stellte Harrison Owen nach einer größeren Konferenz im Jahre 1983 fest, dass die besten Ideen während der Kaffeepausen entstanden – diese Pausengespräche wurden von den befragten Personen als die nützlichsten und wichtigsten Elemente der Konferenz betrachtet. Während die Teilnehmenden bei den Vorträgen eher gelangweilt waren und die anschließenden Diskussionen eher müßig verliefen, war der Austausch zur Kaffeepause wesentlich angeregter und kreativer. Owen entwickelte daraufhin das Konzept des Open Space, bei dem die Dynamik der Kaffeepause auf das Gesamtkonzept der Konferenz übertragen werden soll. Im Mittelpunkt steht dabei die Selbstorganisation der Workshops durch die Teilnehmenden; diese können ihre Workshops auch nach Belieben wieder verlassen und sich anderen Gesprächskonstellationen widmen.
Generell können Kaffeepausen auf verschiedene Weisen genutzt werden, um soziale Kontakte zu knüpfen und Netzwerke zu bilden. Hierfür existieren verschiedene Varianten, die ein spielerisches Kennenlernen der Teilnehmer untereinander fördern.

## Trivia
Im Jahr 2006 wurde bei der Ausschreibung „Wörterwanderung“ des Deutschen Sprachrats eine Teilnehmerin zur Gewinnerin gekürt, die das Wort „Kaffepaussi“ aus der finnischen Umgangssprache vorgeschlagen hatte. Der finnische Sprachforscher Heikki Paukkonen vermutet dementgegen, dass das Wort aus der schwedischen Sprache stamme. Hier trete es ausschließlich in den zweisprachigen Gebieten bei Helsinki, Turku und Kokkola auf.